# Riedlingen
Riedlingen település Németországban, azon belül Baden-Württembergben. Lakosainak száma 11 271 fő (2023. december 31.).

## Népesség
A település népessége az elmúlt években az alábbi módon változott:
| Lakosok száma | 8779 | 10 463 | 10 512 | 10 528 | 10 741 | 11 029 | 11 271 |
|               | 1975 | 2016   | 2017   | 2019   | 2021   | 2022   | 2023   |

## Fekvése
Ehingentől délnyugatra fekvő település.

## Története
Riedlingent a 13. században alapították. A város gyorsan tekintélyes kereskedelmi központtá fejlődött. A 15. században épült gótikus stílusú Városháza épülete eredetileg áruház volt. Plébániatemplomának gótikus falfestményei a 15. századból származnak. A Weiler-külvárosban álló tetszetős barokk épülete a Weiler-kápolna.

## Galéria

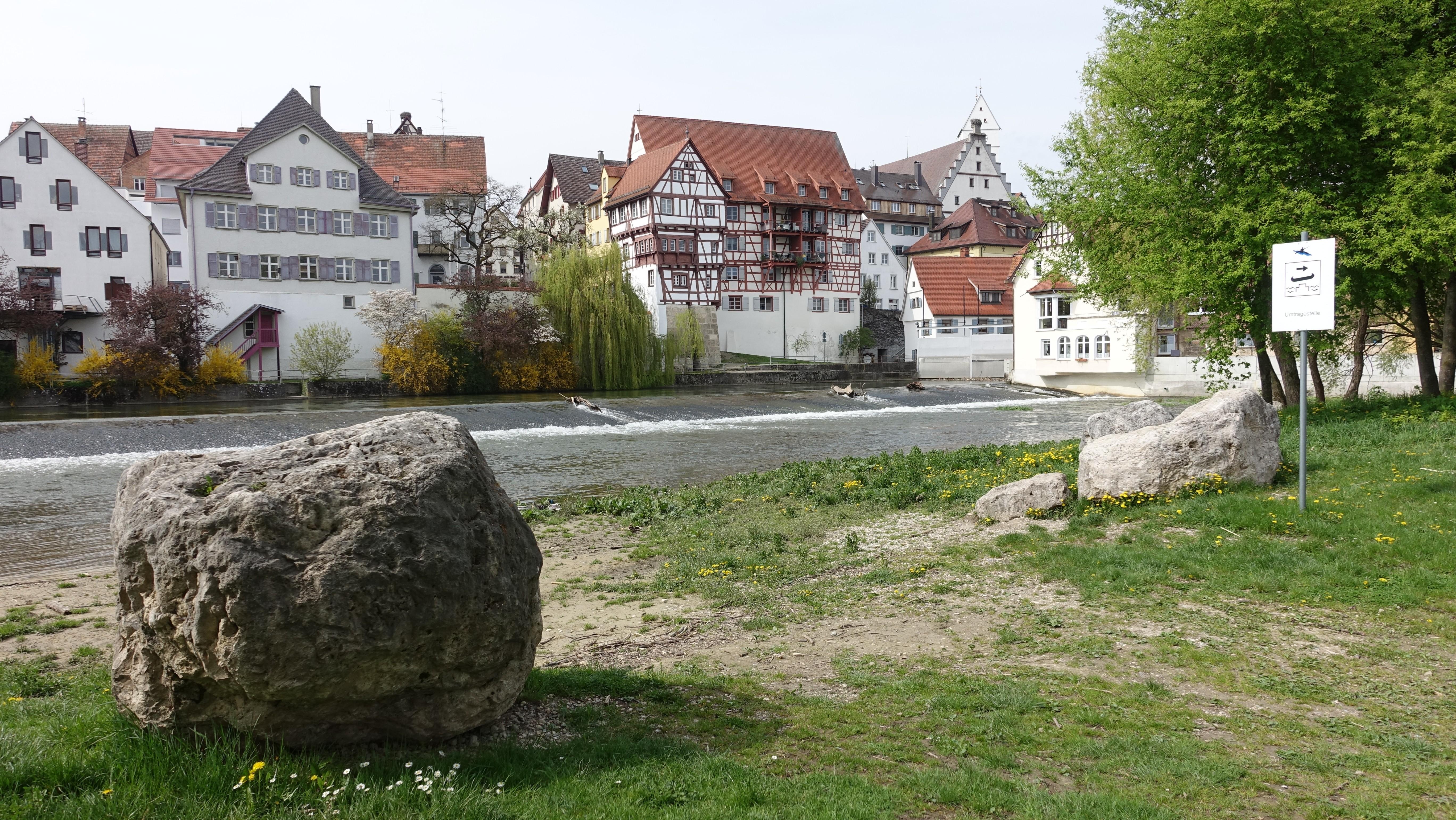
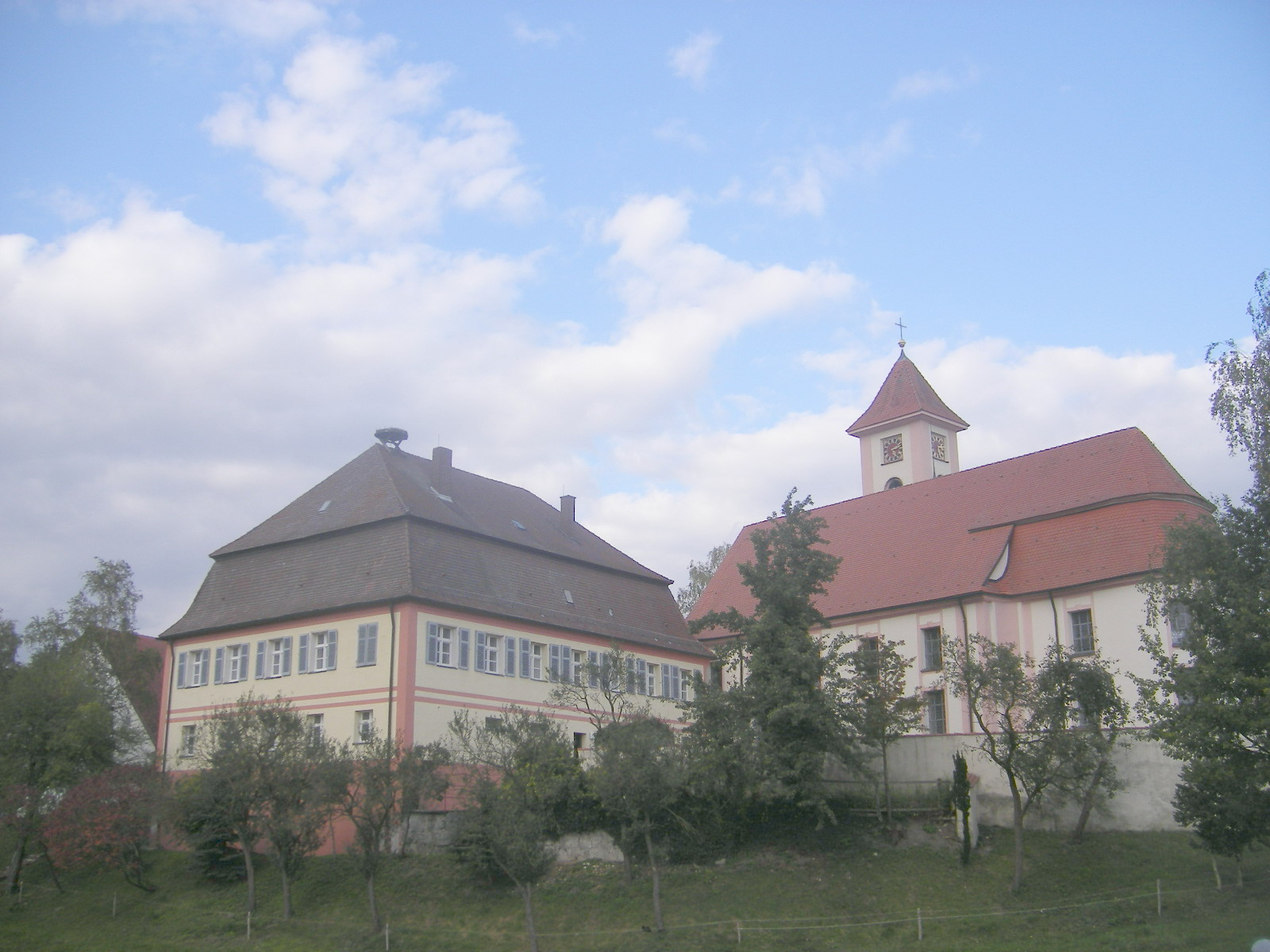
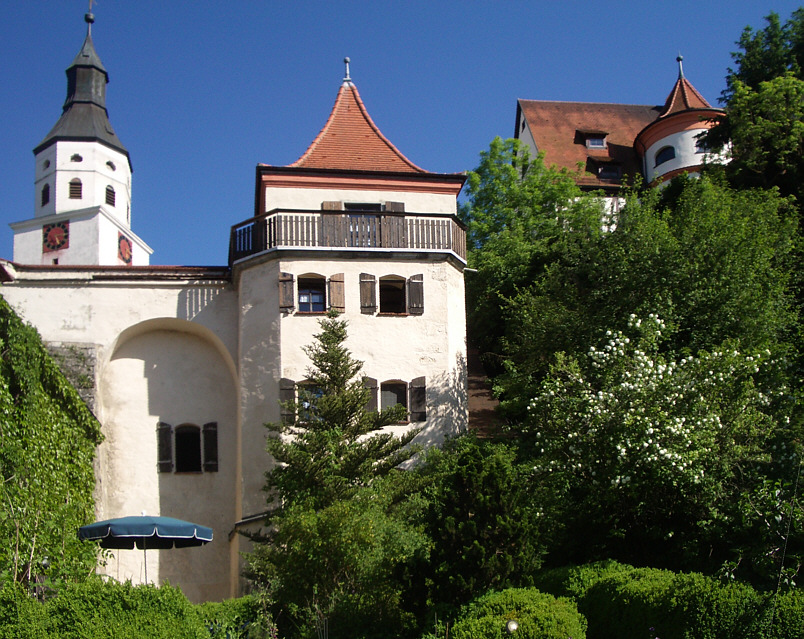
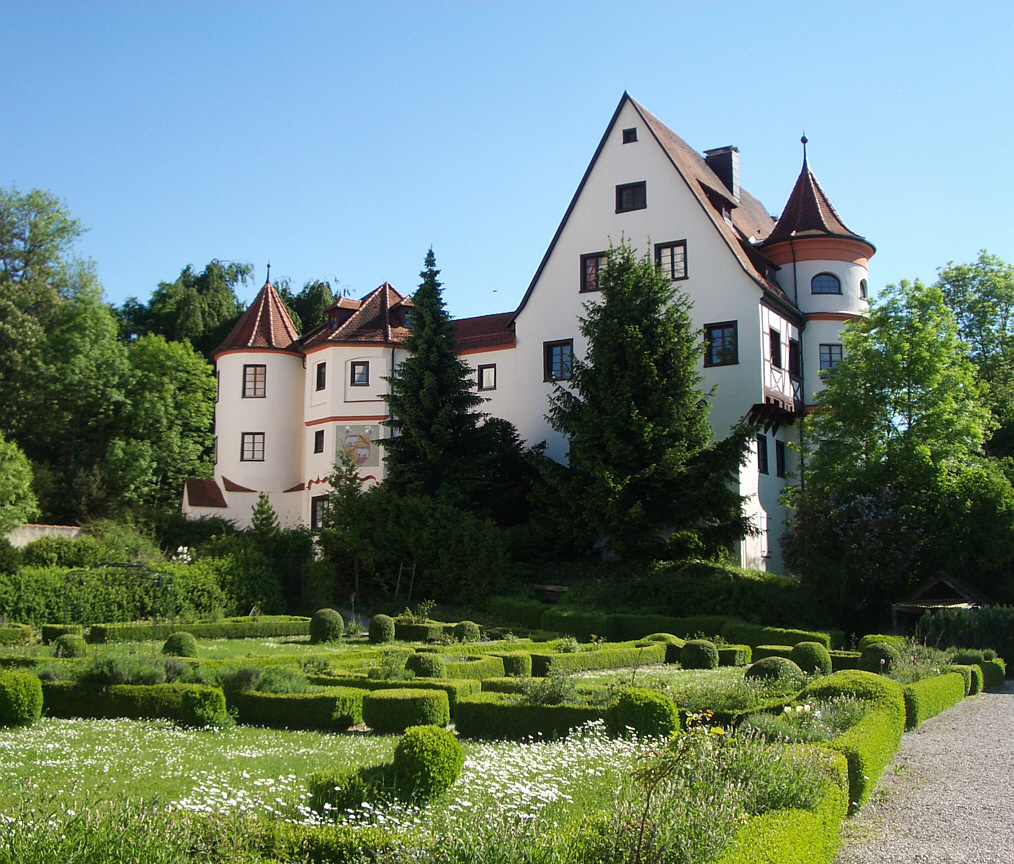
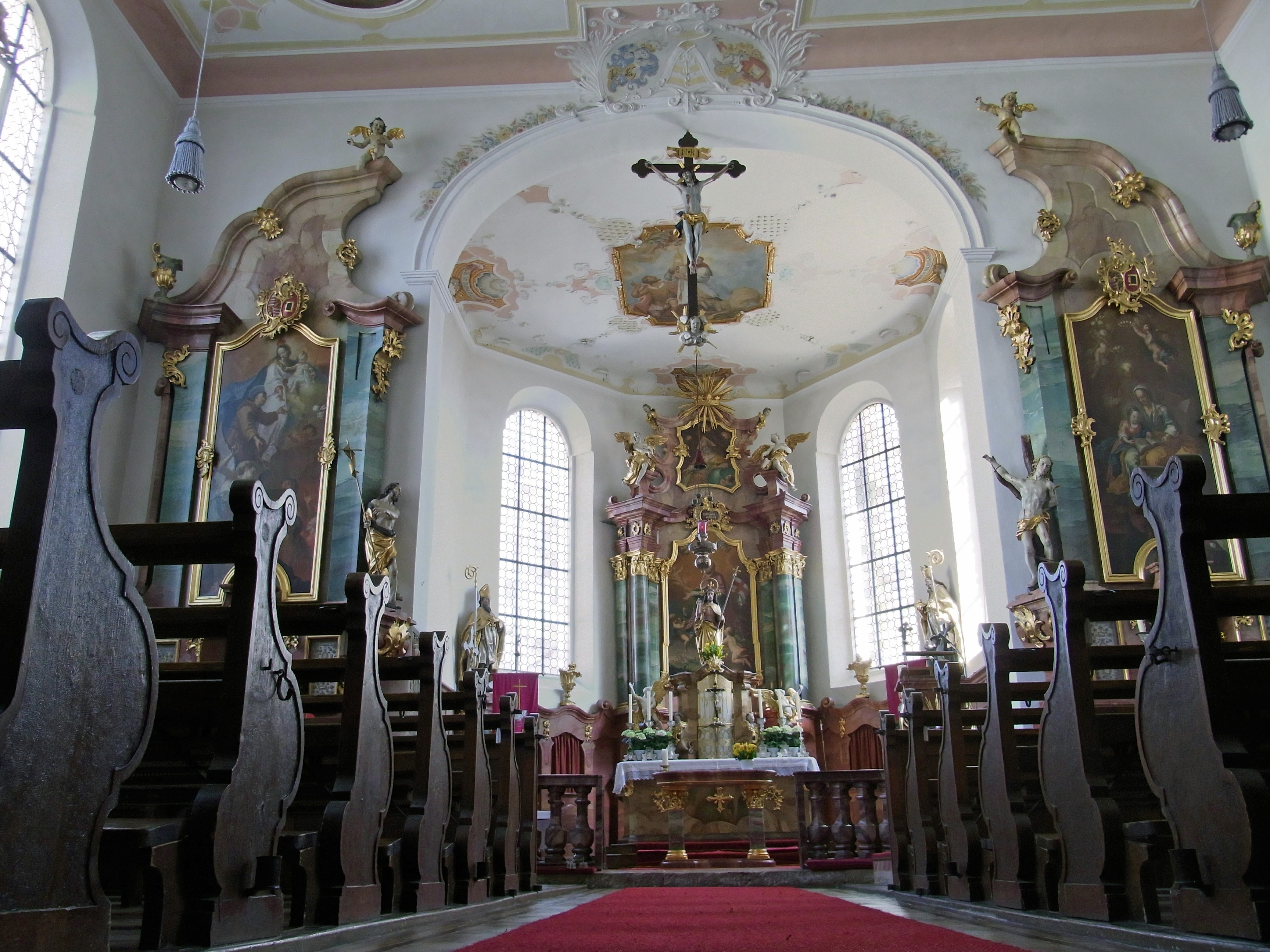
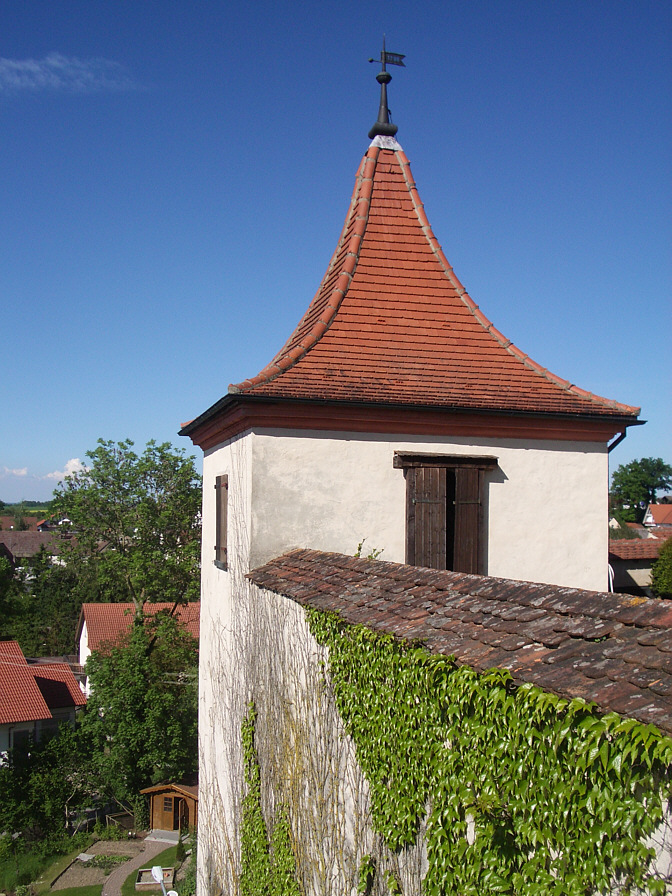

## Nevezetességek
- Városháza (Rathaus)
- Pfarrkirche St. Georg
- Weiler-kápolna